# Persone di nome John/Militari
| Questa pagina contiene informazioni ricavate automaticamente dalle voci biografiche con l'ausilio del template Bio e di un bot. L'aggiornamento è periodico e automatico e ricostruisce completamente la pagina. Se manca una persona in questa lista, sei pregato di non aggiungerla, ma accertati piuttosto che la sua voce biografica contenga il template Bio e che i dati anagrafici siano correttamente compilati. Se il template Bio manca, inseriscilo tu stesso o, in alternativa, metti l'avviso {{tmp\|Bio}} che ne segnala la mancanza. Se i dati riportati sono sbagliati, correggi direttamente la voce biografica; le modifiche saranno visibili in questa lista entro pochi giorni. Per chiarimenti vedi il progetto antroponimi. La lista contiene solo le 97 persone che sono citate nell'enciclopedia e per le quali è stato implementato correttamente il template Bio. Pagina aggiornata al 22 lug 2025. |

Questa è una lista di persone presenti nell'enciclopedia che hanno il nome John e sono militari.

## A(5)
- John James Abert, militare e esploratore statunitense (Shepherdstown, n. 1788 - Washington, † 1863)
- John Dyke Acland, ufficiale e politico britannico (n. 1746 - † 1778)
- John Adlercron, militare inglese (Blackrock, † 1766)
- John André, militare e poeta inglese (Londra, n. 1750 - Tappan, † 1780)
- John Baptista Ashe, militare e politico statunitense (Rocky Point, n. 1748 - Halifax, † 1802)

## B(7)
- John Babcock, militare canadese (Holleford, n. 1900 - Spokane, † 2010)
- John Bankhead Magruder, militare statunitense (Port Royal, n. 1807 - Houston, † 1871)
- John Basilone, militare statunitense (Buffalo, n. 1916 - Iwo Jima, † 1945)
- John Beaufort, I duca di Somerset, militare inglese (n. 1404 - † 1444)
- John Bevan, militare britannico (Londra, n. 1894 - Londra, † 1978)
- John Blashford-Snell, ufficiale e esploratore britannico (Hereford, n. 1936)
- John Burgoyne, militare, politico e drammaturgo britannico (Sutton, n. 1722 - Londra, † 1792)

## C(10)
- John Campbell, IX duca Argyll, militare e politico britannico (Londra, n. 1845 - Cowes, † 1914)
- John Lee Canley, militare statunitense (Caledonia, n. 1937 - Bend, † 2022)
- John Chard, militare britannico (Plymouth, n. 1847 - Hatch Beauchamp, † 1897)
- John Chivington, militare e religioso statunitense (Lebanon, n. 1821 - Denver, † 1894)
- Jack Churchill, militare britannico (Colombo, n. 1906 - Chertsey, † 1996)
- John Conroy, militare irlandese (n. 1786 - † 1854)
- John Cornwall, I barone Fanhope, militare e nobile britannico († 1443)
- John Cowell, militare e aviatore britannico (Limerick, n. 1889 - Ypres, † 1918)
- John Bernard Croak, militare canadese (Little Bay, n. 1892 - Hangard Wood, † 1918)
- John Cruickshank, militare e aviatore britannico (Aberdeen, n. 1920)

## D(3)
- John De Stoke, militare e religioso inglese
- John Demjanjuk, militare e criminale di guerra ucraino (Dubowi Macharynzi, n. 1920 - Bad Feilnbach, † 2012)
- John de Vere, XV conte di Oxford, militare britannico (Swansea, n. 1482 - Hedingham, † 1540)

## E(3)
- John Egerton, III conte di Bridgewater, militare britannico (Canterbury, n. 1646 - Canterbury, † 1701)
- John Eldridge, Jr., militare statunitense (Contea di Buckingham, n. 1903 - Isole Salomone, † 1942)
- John L. Estrada, ex militare statunitense (n. 1955)

## F(7)
- John Fearn, ufficiale britannico (n. 1768)
- John Felton, militare inglese (Suffolk, n. 1595 - Londra, † 1628)
- John FitzAlan, XIV conte di Arundel, militare britannico (Lytchett Matravers, n. 1408 - Beauvais, † 1435)
- John Fox, militare statunitense (Cincinnati, n. 1915 - Sommocolonia, † 1944)
- John Franklin, ufficiale, esploratore e scrittore britannico (Spilsby, n. 1786 - Isola di Re Guglielmo, † 1847)
- John Alexander French, militare australiano (Crows Nest, n. 1914 - battaglia della Baia di Milne, † 1942)
- John Dutton Frost, ufficiale britannico (Pune, n. 1912 - Milland, † 1993)

## G(7)
- John Roderick Galvin, militare e aviatore statunitense (Burlington, n. 1920 - Scottsdale, † 1994)
- John Gingell, ufficiale inglese (n. 1925 - † 2009)
- John Trevor Godfrey, militare, aviatore e politico statunitense (Montréal, n. 1922 - South Freeport, † 1958)
- John Brown Gordon, militare e politico statunitense (Contea di Upson, n. 1832 - Miami, † 1904)
- John Ronald Gower, ufficiale inglese (Nairobi, n. 1912 - Aldeburgh, † 2007)
- John Graham, I visconte Dundee, militare, politico e nobile scozzese (Glamis, n. 1648 - Killiecrankie, † 1689)
- John Graves Simcoe, militare e politico inglese (Cotterstock, n. 1752 - Exeter, † 1806)

## H(5)
- John Dalrymple, XI conte di Stair, ufficiale scozzese (n. 1848 - † 1914)
- John Hannah, militare e aviatore scozzese (Paisley, n. 1921 - Markfield, † 1947)
- John Hastings, II conte di Pembroke, militare inglese (Sutton Valence, n. 1347 - † 1375)
- John Hely-Hutchinson, III conte di Donoughmore, militare e politico irlandese (n. 1787 - † 1851)
- John Hope, VI conte di Hopetoun, ufficiale scozzese (n. 1831 - † 1873)

## J(4)
- John Jerstad, militare e aviatore statunitense (Racine, n. 1918 - Ploiești, † 1943)
- John Sebright, VI baronetto, ufficiale inglese (n. 1725 - † 1794)
- John Johnson, militare britannico († 1723)
- Mangiafegato Johnson, militare statunitense († 1900)

## K(1)
- John Riley Kane, militare e aviatore statunitense (McGregor, n. 1907 - Coatesville, † 1996)

## L(5)
- John Catterall Leach, militare e marinaio britannico (Somerset, n. 1894 - Stretto di Malacca, † 1941)
- John C. Lee, militare statunitense (New York, n. 1918 - New York, † 1973)
- John Leslie, X conte di Rothes, ufficiale scozzese (n. 1698 - Leslie, † 1767)
- John Longley, militare britannico (n. 1867 - † 1953)
- John Loring, militare e marinaio britannico (Roxbury, n. 1761 - Fareham, † 1808)

## M(7)
- John Macpherson, I baronetto, militare, politico e nobile britannico (Sleat, n. 1745 - Leeds, † 1821)
- John Joseph Malone, militare e aviatore canadese (Inglewood, n. 1894 - Rumaucourt, † 1917)
- John McAleese, militare britannico (Stirling, n. 1949 - Salonicco, † 2011)
- John L. McCrea, ufficiale statunitense (Marlette, n. 1891 - Needham, † 1990)
- John Montacute, III conte di Salisbury, militare britannico (n. 1350 - Cirencester, † 1400)
- John Singleton Mosby, militare statunitense (Contea di Powhatan, n. 1833 - Washington, † 1916)
- John R. Mosby, militare e rivoluzionario statunitense (Kentucky, n. 1878)

## N(2)
- John Dering Nettleton, militare e aviatore sudafricano (Nongoma, n. 1917 - Golfo di Biscaglia, † 1943)
- John Norreys, militare inglese (Yattendon, n. 1547 - Mallow, † 1597)

## O(3)
- John Joseph Gabriel O'Byrne, militare francese (Rabastens, n. 1878 - Bresson, † 1917)
- John Okey, militare britannico (Londra, n. 1606 - Torre di Londra, † 1662)
- John Robert Osborn, militare canadese (Foulden, n. 1899 - Hong Kong, † 1941)

## P(7)
- John Parker, militare inglese (Lexington, n. 1729 - Lexington, † 1775)
- Harry Patch, militare e supercentenario britannico (Combe Down, n. 1898 - Wells, † 2009)
- John Henry Patterson, militare e scrittore irlandese (Forgney, n. 1867 - Bel Air, † 1947)
- John Pemberton, militare e farmacista statunitense (Knoxville, n. 1831 - Atlanta, † 1888)
- John Pennycuick, militare britannico (Soilzarie, n. 1789 - Chillianwala, † 1849)
- Jack Phillips, ufficiale britannico (Godalming, n. 1887 - Oceano Atlantico, † 1912)
- John Pitcairn, militare scozzese (Dysart, n. 1722 - Boston, † 1775)

## R(4)
- John Niel Randle, militare britannico (Benares, n. 1917 - Kohima, † 1944)
- John Riley, militare irlandese (Clifden, n. 1817 - Veracruz, † 1850)
- John Rous, II conte di Stradbroke, ufficiale inglese (Darsham, n. 1794 - Blythburgh, † 1886)
- John Rous, militare britannico (Charlestown, n. 1702 - Portsmouth, † 1760)

## S(7)
- John Shaw, militare statunitense (Mountmellick, n. 1773 - Filadelfia, † 1823)
- John Shelton, ufficiale britannico (Dublino, † 1845)
- John Smith, militare, marinaio e scrittore inglese (Willoughby, n. 1580 - Londra, † 1631)
- John Kemys Spencer-Churchill, militare e politico britannico (n. 1835 - † 1913)
- John Steele, militare statunitense (Metropolis, n. 1912 - Fayetteville, † 1969)
- Seán Mac Stíofáin, militare irlandese (Leytonstone, n. 1928 - Navan, † 2001)
- John Stewart, conte di Buchan, militare e nobile scozzese (Scozia - Verneuil-sur-Avre, † 1424)

## T(4)
- John Talbot, II conte di Shrewsbury, militare inglese (n. 1417 - † 1460)
- John Talbot, III conte di Shrewsbury, militare inglese (n. 1448 - † 1473)
- John Taliaferro Thompson, militare statunitense (Newport, n. 1860 - Great Neck, † 1940)
- John Townshend, IV marchese Townshend, ufficiale inglese (n. 1798 - Raynham Hall, † 1863)

## U(1)
- John Underhill, militare e politico inglese (n. 1597 - † 1672)

## W(5)
- John Anthony Walker, militare statunitense (Washington, n. 1937 - Butner, † 2014)
- John Washington, militare e politico inglese (Tring, n. 1631 - Contea di Westmoreland, † 1677)
- John Whitelocke, militare britannico (n. 1757 - Beaconsfield, † 1833)
- John Williams, militare britannico (Abergavenny, n. 1857 - Llantarnam, † 1932)
- John C. Woods, militare statunitense (Wichita, n. 1911 - Enewetak, † 1950)